# طبل (فیلم ۱۹۳۸)
«طبل» (انگلیسی: The Drum) فیلمی در ژانر ماجرایی به کارگردانی زولتان کوردا است که در سال ۱۹۳۸ منتشر شد.

## بازیگران
- سابو دستگیر
- ریموند مسی
- والری هابسن
- دیوید تری
- فرانسیس ال سالیوان
- لئو گن
- مارتین واکر
- رانالد آدام